# دياني والد
دياني والد (بالإنجليزية: Diane Wald)‏ هي كاتِبة وشاعرة أمريكية، ولدت في 11 يناير 1948.